# Gnophosema hansoni
Gnophosema hansoni là một loài bướm đêm trong họ Geometridae.